# Born In Africa

A Born In Afrika című album a nigériai Dr. Alban 4. nagylemeze, melyről 3 kislemez jelent meg maxi cd-n és bakelit maxi lemezen.

## Tracklista
- Born In Africa (Original Radio Version)
- Riddle Of Life
- Alabalaba (Woman’a’Sexy)
- Hallelujah Day
- Rock Steady (Pupulala)
- I Feel The Music
- Then I Fell In Love
- I Said It Once
- Rich Man / Poor Man
- This Time I’m Free
- So Long
- Feel Like Making Love
- Rock The Woman / Shake It (Todd Terry Mix)
- This Time I’m Free (Todd Terry Remix-Edit)
- Born In Africa (Pierre J’s Radio Remix)

## Slágerlista helyezések
| Slágerlista (1997)                            | Legjobb helyezések |
| --------------------------------------------- | ------------------ |
| Ausztria (Ö3 Austria Top 40)                  | 41                 |
| Finnország (Musiikkituottajat Albumit Top 50) | 12                 |
| Németország (Offizielle Top 100)              | 52                 |
| Svédország (Sverigetopplistan Top 60 Albums)  | 37                 |
| Svájc (Schweizer Hitparade Top 100 Albums)    | 37                 |